# جورج دويغ
جورج دويغ (بالإنجليزية: George Doig)‏ هو لاعب كرة قدم أسترالية أسترالي، ولد في 25 مايو 1913 في فريمانتل في أستراليا، وتوفي في 27 نوفمبر 2006 في Bicton, Western Australia ‏ في أستراليا.

## وصلات خارجية
- جورج دويغ على موقع AustralianFootball.com (الإنجليزية)